# Петрово-Солониха
Петрово-Солониха (укр. Петрово-Солониха) — село в Николаевском районе Николаевской области Украины.
Население по переписи 2001 года составляло 688 человек. Почтовый индекс — 57127. Телефонный код — 512.

## Местный совет
57125, Николаевская обл., Николаевский р-н, с. Кирьяковка, ул. Центральная, 3; тел. 38-57-16